# How Wikipedia Works
How Wikipedia Works là một cuốn sách năm 2009 của Phoebe Ayers, Charles Matthews và Ben Yates. Đây là tài liệu tham khảo về cách sử dụng và sửa đổi bách khoa toàn thư Wikipedia, hướng đến "các học sinh, giáo sư, chuyên gia hàng ngày (everyday experts) và người hâm mộ". Cuốn sách cung cấp các mục cụ thể cho giáo viên, người dùng và các nhà nghiên cứu.
How Wikipedia Works được No Starch Press xuất bản, và là một phần của loạt sách hướng dẫn kỹ thuật. The Register (UK) có một bài viết về cuốn sách này và cho rằng sách "khám phá quá trình đóng góp cho dự án Wiki và hỗ trợ quá trình xem lại bài viết". Sách được phân phối theo Giấy phép Tài liệu Tự do GNU. Lúc cuốn sách được xuất bản, Wikipedia cũng được phân phối dưới GFDL. Cuốn sách được tái bản dưới giấy phép CC BY-SA, là giấy phép Wikipedia đang sử dụng. Sách được thiết kế để tham khảo và có các thư mục chi tiết cho từng phần.